# 栴檀社

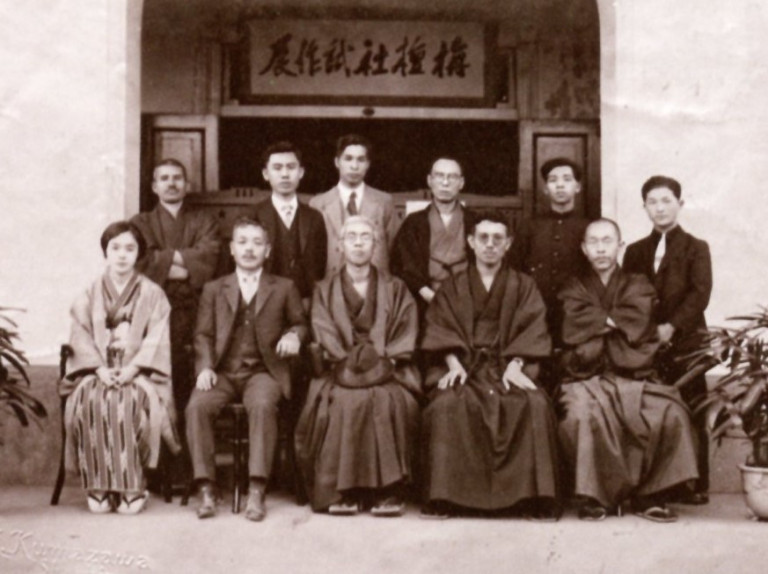
1930年栴檀社試作展合影

栴檀社是日治時代1930年由鄉原古統、木下靜涯於台北成立之東洋畫美術團體，每年春季在台北舉辦一次展覽。

## 歷史
1930年2月，在鄉原古統、木下靜涯帶領下成立，成員網羅活躍於官方美展的台、日籍東洋畫家，同年4月舉辦第一回展覽。1936年，鄉原古統返回日本內地後，逐漸減少活動。至1940年解散為止，共舉辦8回展覽。

## 主要成員
鄉原古統、木下靜涯、林玉山、陳進、郭雪湖、潘春源、呂鐵州、陳敬輝、宮田彌太郎、那須雅城、村上無羅等人。